# Marcus Laelius Fulvius Maximus Aemilianus

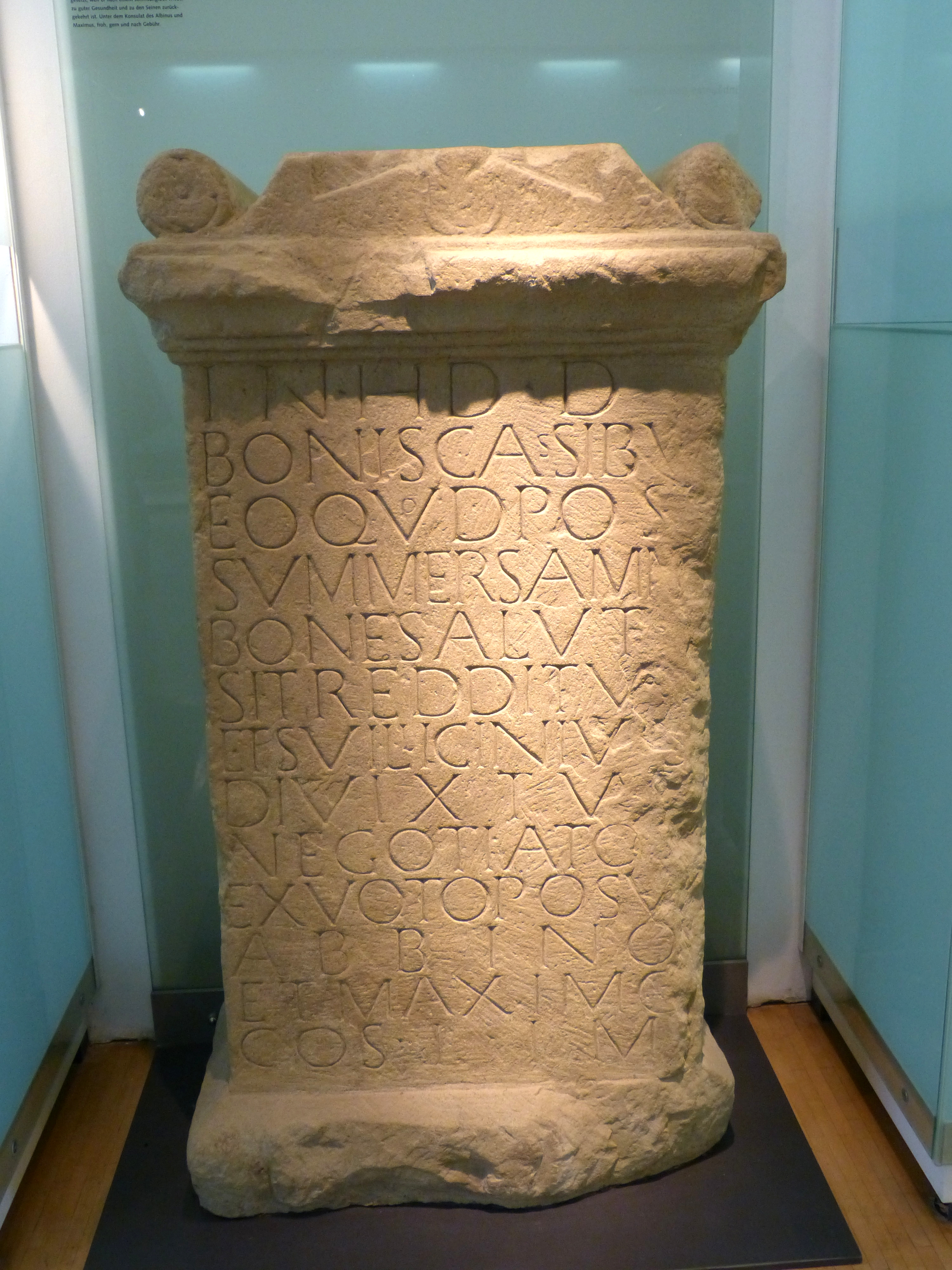
Die Inschrift aus Marbach am Neckar

Marcus Laelius Fulvius Maximus Aemilianus war ein im 2. und 3. Jahrhundert n. Chr. lebender Angehöriger des römischen Senatorenstandes. In Inschriften wird sein Name als Marcus Laelius Maximus angegeben, in einem Militärdiplom als Marcus Laelius Fulvius Maximus.
Durch zwei Inschriften ist ein Marcus Laelius Maximus für das Jahr 195 als Kommandeur (Legatus legionis) der Legio VII Claudia piae fidelis belegt, die ihr Hauptlager in Viminatium in der Provinz Moesia superior hatte.
Durch drei Inschriften ist belegt, dass ein Marcus Laelius Maximus im Jahr 227 zusammen mit Marcus Nummius Senecio Albinus ordentlicher Konsul war. Das  Cognomen Aemilianus des Konsuls erscheint im Codex Iustinianus II 4, 5 und IX 6, 4. Durch ein Militärdiplom und eine Inschrift ist der Gentilname Fulvius belegt. In zahlreichen Inschriften ist das Konsulnpaar als Albino et Maximo belegt, in einer Inschrift als Nummio Albino Fulvio Maximo.
Der Legionskommandeur des Jahres 195 dürfte mit dem Konsul des Jahres 227 identisch sein.